# Plumstead (Città del Capo)
Plumstead è un sobborgo residenziale della città sudafricana di Città del Capo nella provincia del Capo Occidentale.

## Storia
Plumstead venne menzionata per la prima volta nel 1762 quando una grande porzione di terra oltre le valli di Wynberg e di Constantia furono assegnati a liberi burgher (cittadini in lingua olandese) Hendrick Jergens e Johan Barrens, i quali erano coloni olandesi. Essi chiamarono la terra Rust en Werk (Riposo e lavoro). Venti anni più tardi il terreno venne quindi assegnato a Hendrick Bouman Brigeraad. In seguito, approfittando del declino della Compagnia olandese delle Indie orientali, i britannici occuparono il Capo. A questo punto un uomo inglese, Henry Batt, ivi giunto nel 1807, comprò Rust en Werk e la rinominò Plumstead in onore di un distretto londinese con lo stesso nome. Henry Batt fu il proprietario della tenuta per 26 anni, fino alla sua morte nel 1833. I terreni vennero dunque divisi e acquistati dai Sigg.ri Higgs, Loubscher e Southey. Oggi Plumstead è un'area fortemente urbanizzata, con edilizia realizzata prevalentemente negli anni '40 e '50, oltre ad alcune residenze più moderne.

## Società
Secondo il censimento del 2011, Plumstead conta 20 178 residenti, principalmente appartenenti alla comunità bianca (54,49%). I coloured rappresentano il 28,85% degli abitanti mentre i neri, gruppo etnico maggioritario nel Paese, rappresentano il 10,36% dei residenti, davanti ai membri della comunità indo-pakistana (2,53%).
La lingua madre degli abitanti del sobborgo è per l'83,19% l'inglese, per il 10,43% l'afrikaans e per l'1,27% la lingua xhosa.